# Капітан Америка (телесеріал, 1944)
«Капітан Америка» (англ. Captain America) — чорно-білий супергеройський фантастичний телесеріал 1944 року, кіностудії Republic Pictures. Створений за коміксами про Капітана Америку від Timely Comics (сьогодні відома як Marvel Comics). Це був останній і найдорожчий серіал Republic про супергероїв. В ньому відбулася перша поява в кінематографі Капітана Америки зі всесвіту Marvel.

## Сюжет
Серія загадкових смертей учених привертає увагу мера Рендольфа. Всіх їх поєднує залишений на місці смерті скарабей. Мер доручає комісару поліції Драйдену та прокурору Гарднеру розслідувати цю справу. Розсідування виводить на слід злочинця на прізвисько Скарабей. Злочинці на чолі зі Скарабеєм розправляються з ворогами за допомогою отрути «Фіолетової смерті», що змушує вчиняти самогубства. Вони викрадають секретний прилад «Динамічний вібратор», здатний руйнувати будівлі звуковими хвилями. Гарднер протистоїть планам Скарабея, постаючи в образі героя в костюмі та масці — Капітана Америки.

## У ролях
| Актор            | Персонаж                      | Характеристика |
| ---------------- | ----------------------------- | --- |
| Дік Пурселл      | Грант Гарднер/Капітан Америка | окружний прокурор Грант Гарднер, який бореться зі злочинцями в образі Капітана Америки                                     |
| Лорна Грей       | Гейл Річардс                  | секретарка Гранта Гарднера                                                                                                 |
| Лайонел Етуілл   | Доктор Сайрус Малдор/Скарабей | глава злочинців, головний ворог Капітана Америки, що отруює своїх жертв і володіє пристроєм для руйнування будівель звуком |
| Чарльз Троубрідж | Драйден                       | комісар поліції |
| Расселл Хікс     | Рендольф                      | мер міста |
| Джордж Дж. Льюїс | Барт Метсон                   | польовий агент |
| Джон Девідсон    | Грубер                        | помічник Гранта Гарднера                                                                                                   |
| Стенлі Прайс     | хімік                         | винахідник гіпнотичної отрути — «Фіолетової смерті»                                                                        |